# سامی هزارجریبی
میرزا علی فرزند میرزا حسن نامــوَر به سامی هزارجریبی (اهل هزارجریب تبرستان) نویسنده و سراینده ایرانی سدهٔ ۱۳ هـ.ق است. او مستوفی و ناظر شاهزاده حسینعلی میرزا فرزند فتحعلی‌شاه قاجار که فرمانفرمایی فارس را بر دوش داشت بود.
رضاقلی‌خان هدایت در مجمع الفصحاء دربارهٔ او چنین می‌نویسد : 

## بن‌مایه
1. ↑  «سامی هزارجریبی در فرهنگ دهخدا». واژه‌یاب. بایگانی‌شده از اصلی در ۱۰ مارس ۲۰۱۶. دریافت‌شده در ۱۷ اکتبر ۲۰۱۵.

- مجمع الفصحاء پوشینهٔ ۲ صفحهٔ ۱۸۲